# Vladimir Branković
Vladimir Branković (n. 22 septembrie 1985, Belgrad, RS Serbia, RSF Iugoslavia) este un fotbalist aflat sub contract cu Sheriff.